# مسجد إبراهيم باشا الخادم (إسطنبول)
مسجد إيس كابي أو مسجد عيسى كابي أو مسجد إبراهيم باشا الخادم (بالتركية: Ese Kapı Mescidi أو İsa Kapı Cami أو Hadım İbrahim Paşa Cami) هو مسجد عثماني في إسطنبول، تركيا. كان المبنى في الأصل كنيسة بيزنطية أرثوذكسية مجهول تاريخ تكريسها.

## التاريخ

### العثمانيون والعصر الحديث
في 1453، تم فتح القسطنطينية من قبل العثمانيين. في 1509، دُمر الباب بسبب زلزال عام 1509. بين عامي 1551 و1560، قام الوزير إبراهيم باشا الخادم بتحويل المبنى إلى مسجد صغير. في الوقت نفسه، سمح للمعماري العثماني معمار سنان (الذي صمم أيضًا جامع إبراهيم باشا الخادم) بتوسيع المبنى. بنى سنان مدرسة قرآنية ومدرسة ابتدائية، وربطهما بالمبنى. خلال القرن السابع عشر، تعرض المجمع للضرر عدة مرات بسبب الزلازل، وتم ترميمه في عام 1648. في السنوات الأخيرة، تم مسح المبنى ومسحه ضوئيًا وتم إعادة بنائه وفقًا لشكله الأصلي  ويعمل الآن مرة أخرى كمسجد.